# Ogień w kulturze kaszubskiej

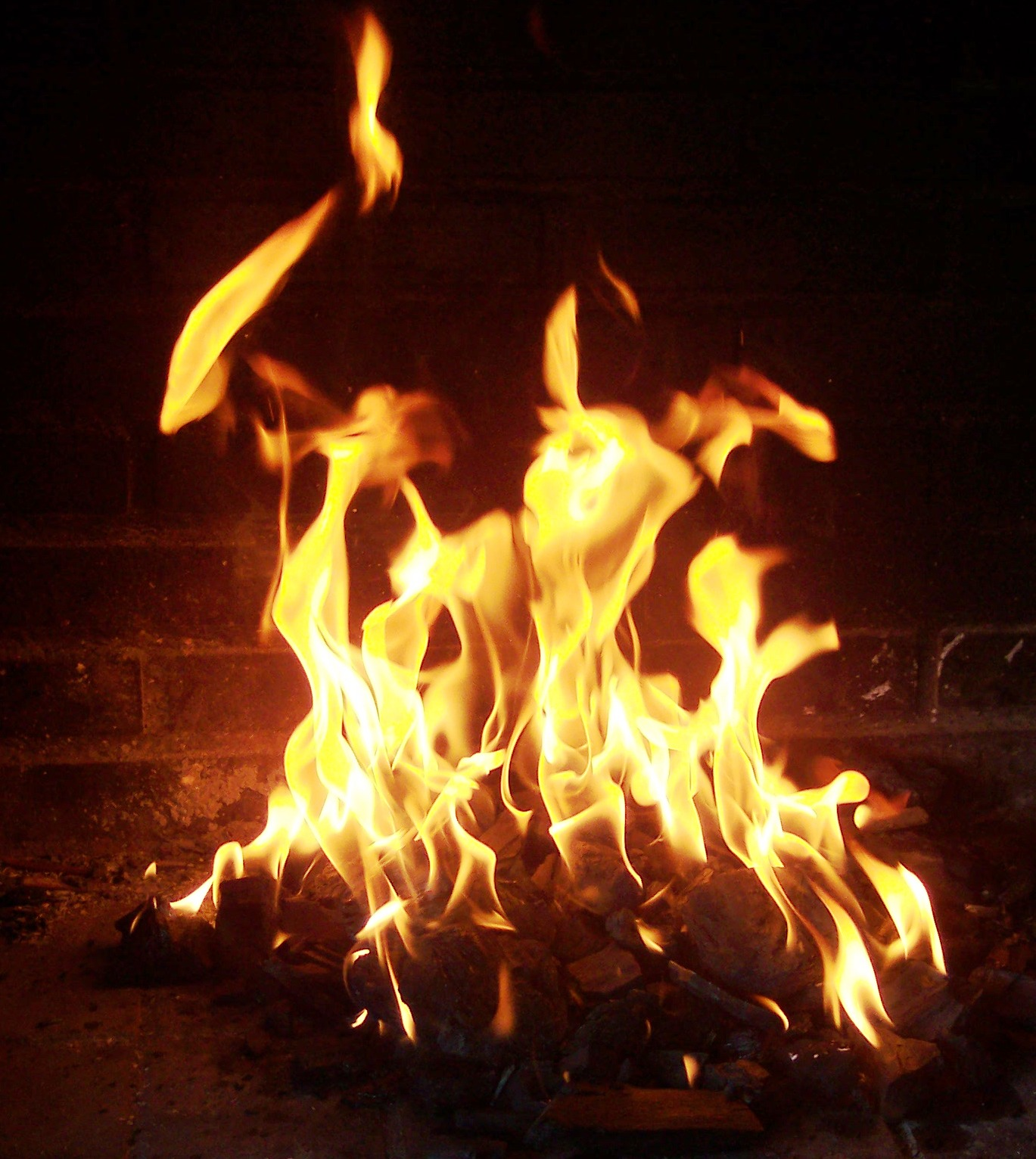
Ogień

Ogień w kulturze kaszubskiej był tematem kultu, z którego wynikało tabu, pokazane przede wszystkim w języku kaszubskim – w użyciu zachowały się powiedzenia typu Chto plwie w òdżin, tegò òdżin spôli (Kto pluje w ogień, tego ogień spali), które podkreślają kary za splugawienie ognia. Literatura kaszubska i folklor zna dwa rodzaje ognia – oczyszczający (czyli taki, jakiego używa np. diabeł pilnujący pieniędzy (skarbów) w kaszubskim podaniu o błędnych ognikach) oraz niszczący (pożar).